# Uhler
Pour les articles homonymes, voir Uhler (homonymie).
Uhler est une municipalité du Verbandsgemeinde Kastellaun, dans l'arrondissement de Rhin-Hunsrück, en Rhénanie-Palatinat, dans l'ouest de l'Allemagne.

## Liens externes

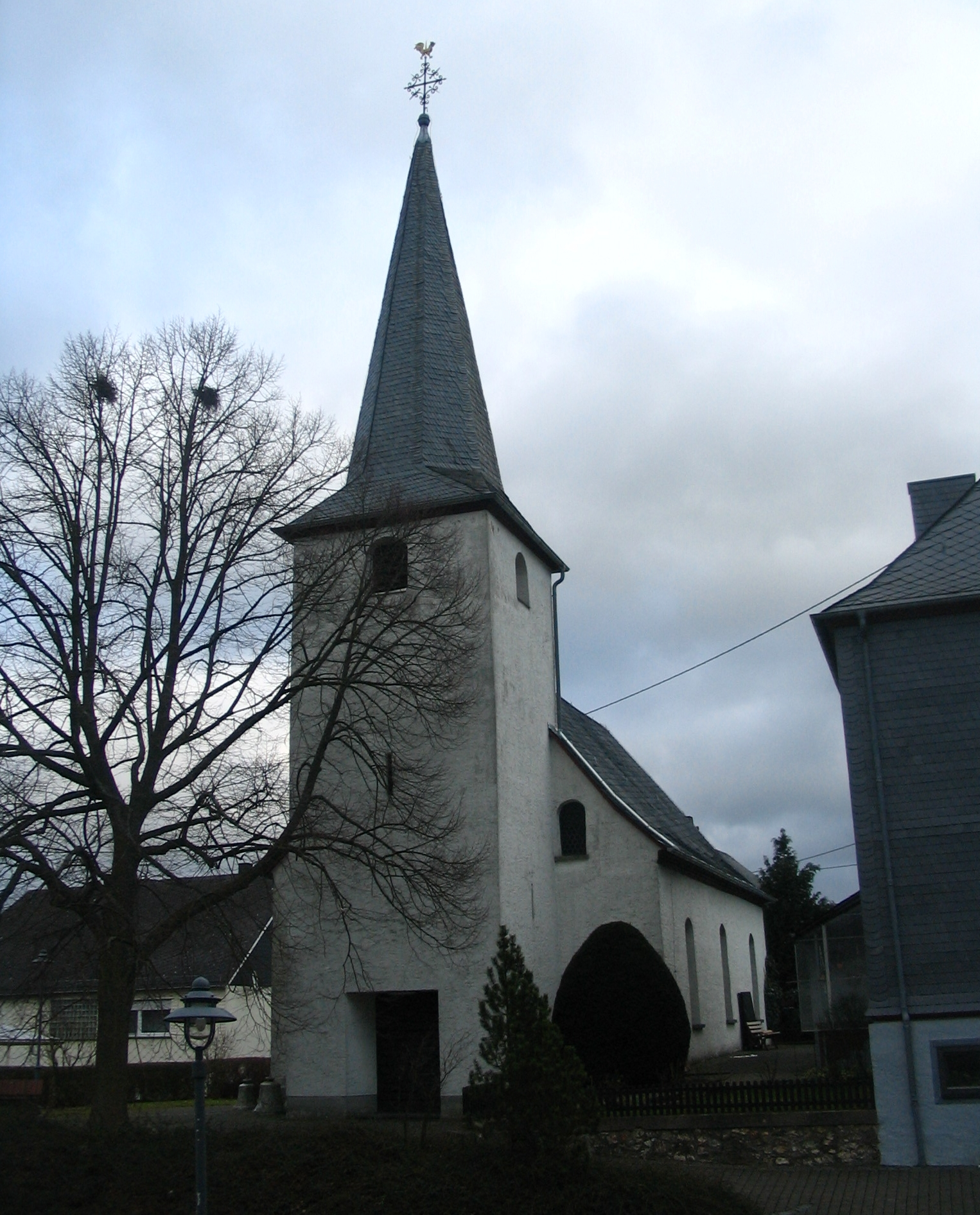
Église d'Uhler